# Per proteggere l'enorme Maria
Per proteggere l'enorme Maria è il secondo album di Simon Luca, pubblicato nel 1972 per la Ariston Records.

## Il disco
Primo disco registrato da Simon Luca con il suo gruppo rock L'Enorme Maria, composto da molti dei protagonisti della scena musicale milanese di inizio anni settanta.

## Tracce
1. Cuore Nero – 5:17
2. Tu Ora – 2:43
3. Venendo Piano – 2:56
4. Everybody's Gotta Drink Another Round With Me – 1:36
5. Ridammi La Mia Anima – 4:58
6. Per Proteggere L'enorme Maria – 4:25
7. E.A. Poe – 0:52
8. Sono Un Uomo – 3:21
9. Mangia Con Me Il Tuo Pane – 3:32
10. Aleinada Rapsody – 7:35

## Formazione
- Simon Luca – voce, chitarra acustica, chitarra a 12 corde
- Ricky Belloni – chitarra elettrica, cori, chitarra acustica
- Alberto Camerini – chitarra
- Eugenio Pezza – mellotron
- Gigi Belloni – basso, cori
- Pepé Gagliardi – pianoforte, armonica, organo Hammond
- Franco Orlandini – pianoforte, organo Hammond
- Ezio Malgrati – batteria
- Lucio Fabbri – violino
- Fabio Treves – armonica a bocca
- Donatella Bardi, Lella Esposito, Lalla Francia[2], Paola Orlandi, Eugenio Finardi, Massimo Villa, Marco Ferradini – cori